# Byung Chul Kim
Byung Chul Kim (né en 1974 à Séoul, Corée du Sud) est un artiste sud-coréen qui vit en Allemagne depuis 2004. Ses médias sont la performance, le dessin, la peinture et la vidéo.

## Biographie et travail
Ayant grandi à l'intérieur de la Corée du Sud, Kim Byung Chul passe sa jeunesse à Séoul, où il vit dans un monastère bouddhiste entre l'âge de 15 et 17 ans. Il étudie la peinture occidentale à l'université des arts Chugye à Séoul, puis la performance, installation et art vidéo à l'académie d'État des beaux-arts de Stuttgart (de) avec Christian Jankowski. Il passe un semestre dans la master class du programme d'études supérieures en beaux-arts du California College of the Arts à San Francisco. Il obtient le diplôme (spécialisation sculpture) de l'Académie des Beaux-Arts à Stuttgart en 2011.Au niveau international, Byung Chul Kim est surtout connu pour son projet Performance-Hotel, un projet artistique participatif d'une durée d'un an (2009-2010) dans l'est de Stuttgart. Comme beaucoup de ses projets, Performance-Hotel prend pour sujet sa recherche de moyens d'échange alternatifs. Ainsi, dans Performance-Hotel et Performance Express (trains à la destination de Paris, Metz et Luxembourg, 2010-2011) on pouvait obtenir une couchette et/ou un billet de train en échange d'une performance. À la suite de l'invitation de la Kunsthalle de Baden-Baden, Byung Chul Kim ouvre un autre Performance-Hotel éphémère en 2014 dans le cadre de l'exposition Room Service à Baden-Baden. Dans son projet Humor-Restaurant, le spectateur peut « payer » un repas avec une présentation humoristique. Avec ses actions, l'artiste contrecarre le monopole de l'argent en réponse à la crise financière.
Byung Chul Kim réalise ses idées également par le dessin et la vidéo. Ces œuvres, telles le cycle "Der kleine Künstler" (le petit artiste; voir la liste d'œuvres dans des collections publiques) se distinguent par des réflexions philosophiques subtiles qui se présentent au spectateur à travers un humour fin. Dans son travail, l'artiste traite le bonheur (voir la liste d'œuvres dans des collections publiques) et le cycle de la vie, de la mort et de l'existence. Souvent des thèmes traditionnels du bouddhisme s'y mêlent avec des influences occidentales et reflètent ainsi sa démarche transculturelle.
Byung Chul Kim effectue ses projets performatifs en Allemagne, Suisse, France, États-Unis et en Afrique. Ses storyboards, dessins et vidéos furent exposés entre autres au Kunstverein Zurich, à Wiensowski & Harbord à Berlin et au Art Center Richmond (USA).

## Œuvres en collection publique
- "Der Stein", 150 cm x 220 cm, graphite sur papier, 2013, Villa Merkel, Galerie der Stadt Esslingen
- "Das Glück", 150 cm x 200 cm, graphite sur papier, 2014, Villa Merkel, Galerie der Stadt Esslingen
- „Performance Express“, 80 x 60 cm, „Everybody Happy Company“, 80 x 60 cm, 2011, Kunstmuseum Stuttgart
- „Performance Hotel“, 5 photographies, vidéo d'environ 30 minutes et objet, 2010, Kunstmuseum Stuttgart
- „Der kleine Künstler“, vidéo et dessin, 28 minutes, 2007, Kunsthalle Göppingen